# Air/Space America 88

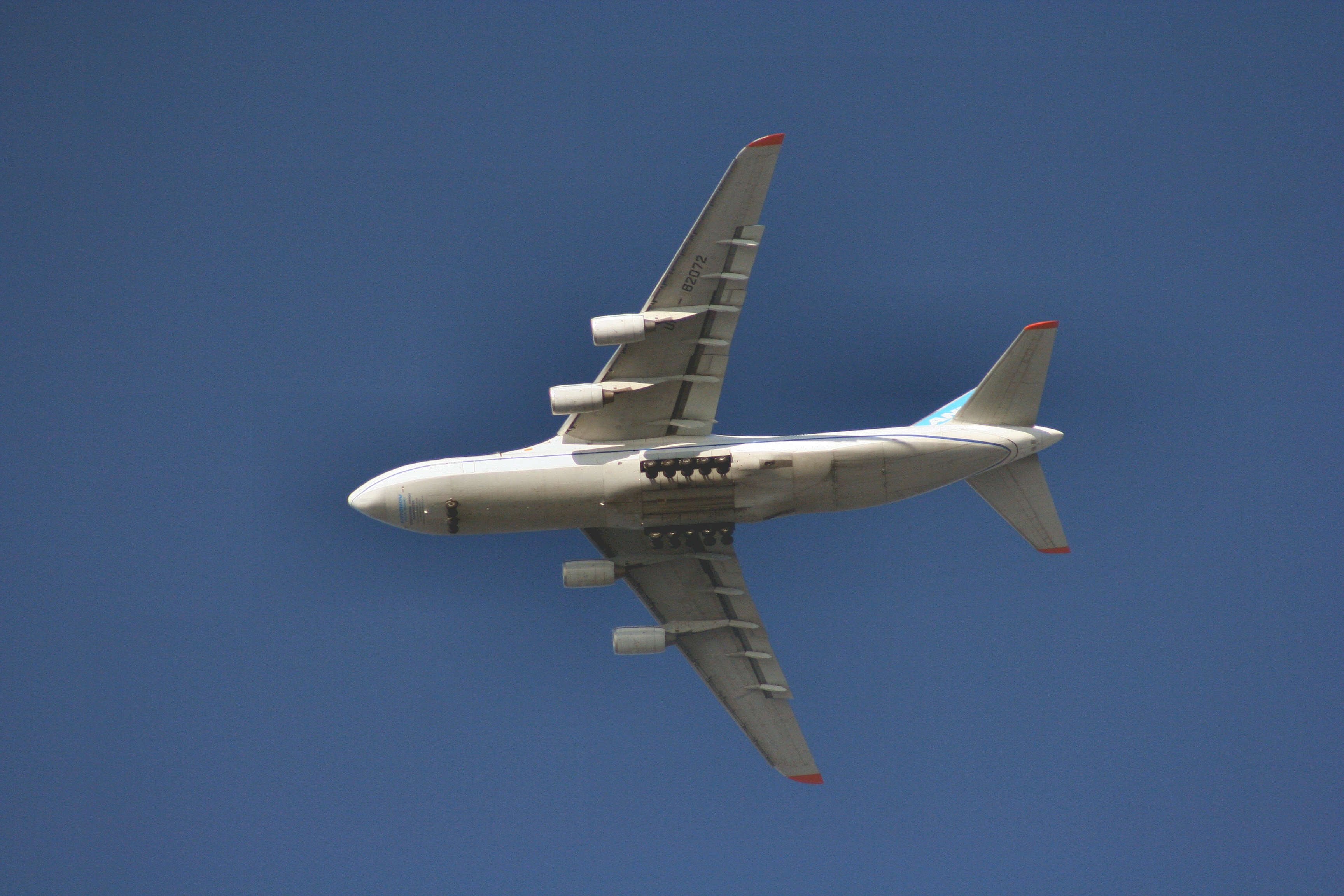
El Antonov An-124 ruso fue uno de los aviones que participaron.

Air/Space America 88 fue una exhibición de vuelo y exposición aérea celebrada en San Diego (California) en mayo de 1988. Fue concebida como la respuesta americana a la Paris Air Show que se celebra anualmente en Francia. Fue un evento de dimensiones colosales, siendo invitados expositores de todo el mundo.
Entre los aviones participantes destacan varios Concorde aportados por British Airways y varios Antonov An-124, el por entonces pilar básico de la aviación rusa. Además, otros aviones como el Boeing YC-14 también participaron. Por otro lado, entre las compañías aéreas que hicieron exhibiciones destacan los USAF Thunderbirds americanos.
Sin embargo, la feria fue un fracaso financiero y, aunque se pensó para ser bienal, nunca volvió a celebrarse.